# تومي هاليداي
تومي هاليداي (بالإنجليزية: Tommy Halliday)‏ (28 أبريل 1940 في المملكة المتحدة - ) هو لاعب كرة قدم بريطاني في مركز الهجوم. لعب مع كارديف سيتي ونادي دمبرتون ونادي سترنرير ‏ ونادي ألوا أثليتيك وLargs Thistle F.C. ‏ ونادي غرينوك مورتون.